# 2007–2008-as magyar női vízilabdakupa
A 2007–2008-as magyar női vízilabdakupa, szponzorált nevén az Floriol-Magyar Kupa, a nyolcadik kiírás volt a versenysorozat történetében. A kupára nyolc csapat nevezett. A győzelmet az OSC szerezte meg.

## Eredmények

### Selejtező
december 15-16.
A csoport (Kőér utca)
| Hely. | Csapat      | M | Gy | D | V | G+ | G– | Gk  | P | Továbbjutás vagy kiesés    |      | BHSE | SZEN  | EGER  | UTE  |
| ----- | ----------- | - | -- | - | - | -- | -- | --- | - | -------------------------- | ---- | ---- | ----- | ----- | ---- |
| 1.    | Bp. Honvéd  | 3 | 3  | 0 | 0 | 48 | 24 | +24 | 6 | Továbbjutott az elődöntőbe |      | —    | 13–8  | 19–8  | 16–8 |
| 2.    | Szentesi VK | 3 | 2  | 0 | 1 | 32 | 30 | +2  | 4 | Továbbjutott az elődöntőbe |      | 8–13 | —     | 13–10 | 11–7 |
| 3.    | Egri VK     | 3 | 1  | 0 | 2 | 32 | 41 | −9  | 2 |                            |      | 8–19 | 10–13 | —     | 14–9 |
| 4.    | Újpesti TE  | 3 | 0  | 0 | 3 | 24 | 41 | −17 | 0 |                            | 8–16 | 7–11 | 9–14  | —     |      |

B csoport (Dunaújváros)
| Hely. | Csapat                  | M | Gy | D | V | G+ | G– | Gk  | P | Továbbjutás vagy kiesés    |      | OSC  | DUV  | BVSC | ASI  |
| ----- | ----------------------- | - | -- | - | - | -- | -- | --- | - | -------------------------- | ---- | ---- | ---- | ---- | ---- |
| 1.    | Orvosegyetem SC         | 3 | 3  | 0 | 0 | 46 | 14 | +32 | 6 | Továbbjutott az elődöntőbe |      | —    | 7–4  | 14–5 | 25–5 |
| 2.    | Dunaújvárosi Főiskola   | 3 | 2  | 0 | 1 | 45 | 17 | +28 | 4 | Továbbjutott az elődöntőbe |      | 4–7  | —    | 17–5 | 24–5 |
| 3.    | BVSC                    | 3 | 1  | 0 | 2 | 22 | 36 | −14 | 2 |                            |      | 5–14 | 5–17 | —    | 12–5 |
| 4.    | Angyalföldi Sportiskola | 3 | 0  | 0 | 3 | 15 | 61 | −46 | 0 |                            | 5–25 | 5–24 | 5–12 | —    |      |

### Elődöntő
December 29., Szőnyi út
| 1. csapat       | Eredmény | 2. csapat             |
| --------------- | -------- | --------------------- |
| Orvosegyetem SC | 4–3      | Dunaújvárosi Főiskola |
| Bp. Honvéd      | 16–7     | Szentesi VK           |

### Döntő
| 2007. december 30. 13:40 | Orvosegyetem SC                                               | 8–6 | Bp. Honvéd                                               | Szőnyi út Nézőszám: 300 Játékvezetők: Juhász Gy. Petik Attila |
| 2007. december 30. 13:40 | (1–2, 2–0, 2–2, 3–2)                                          |     |                                                          | Szőnyi út Nézőszám: 300 Játékvezetők: Juhász Gy. Petik Attila |
| 2007. december 30. 13:40 | Primász 2 Zantleitner 2 Keszthelyi 1 Pardo 1 Tiba 1 Dalmády 1 |     | Györe 2 Kisteleki D. 1 Tomaskovics 1 Péteri 1 Kotsidou 1 | Szőnyi út Nézőszám: 300 Játékvezetők: Juhász Gy. Petik Attila |

Az OSC kupagyőztes csapatának tagjai: Dalmády Szandra, Doros Júlia, Horváth Ágnes, Ipacs Barbara, Keszthelyi Rita, Menczinger Katalin, Menczinger Melinda, Anna Pardo, Primász Ágnes, Sós Ildikó, Szabolcsi Dóra, Tiba Zsuzsanna, Zantleitner Krisztina, vezetőedző: Becsey Péter